# Fire and the Night
Fire and the Night  (Focul și noaptea) este un roman american scris de Philip José Farmer.  
A fost publicat prima dată în 1962 de Regency Books, cu copertă broșată, la prețul de 50 de cenți. Rar întâlnit la lucrările lui Fermier, romanul nu conține teme științifico-fantastice sau fantastice.
A fost prima sa carte „mainstream”, dar nu a atras prea multă atenție din partea criticilor sau a cititorilor. A fost retipărit recent de Subterranean Press în colecția sa The Other in the Mirror. 

## Prezentare
Focul și noaptea spune povestea unui bărbat caucazian și a unei femei afro-americane care lucrează la o fabrică de oțel contemporană. Bărbatul devine atras de femeia care este căsătorită, iar cartea urmărește lupta lor pentru a-și înțelege sentimentele. 

## Legături externe
- Fire and the Night at Farmer's official website.
- Istoria publicării romanului Fire and the Night

## Vezi și
- 1962 în literatură